# S/2002 (612239) 1
S/2002 (612239) 1 é o objeto secundário do corpo celeste denominado de (612239) 2001 QC298. Ele é um objeto transnetuniano que tem cerca de 192 quilômetros de diâmetro e orbita o corpo primário a uma distância de 3,690 ± 70 quilômetros.